# Dust My Broom
Dust My Broom è il secondo album dei Boozoo Bajou uscito nel 2005.

## Tracce
1. Keep Going – 4:58
2. Take It Slow – 5:34
3. Killer – 4:56
4. 9 Below Zero – 4:44
5. Way Down – 5:24
6. Biwak – 1:36
7. Blast – 4:02
8. Moanin' – 4:36
9. S.I.P – 4:02
10. Treat Me – 4:51
11. Barkensignal – 4:20